# マチン
マチン（馬銭、番木鼈、学名: Strychnos nux-vomica）は、マチン科マチン属の常緑高木。アルカロイドのストリキニーネを含み、有毒植物もしくは薬用植物として知られる。種小名（ヌックス-フォミカ）から、フォミカともいう。

## 形態
樹高15m以上になることもありマチン属では中型種。キンカンのようなオレンジ色の実を付ける。種子は硬貨のような形をしており色は茶色である。

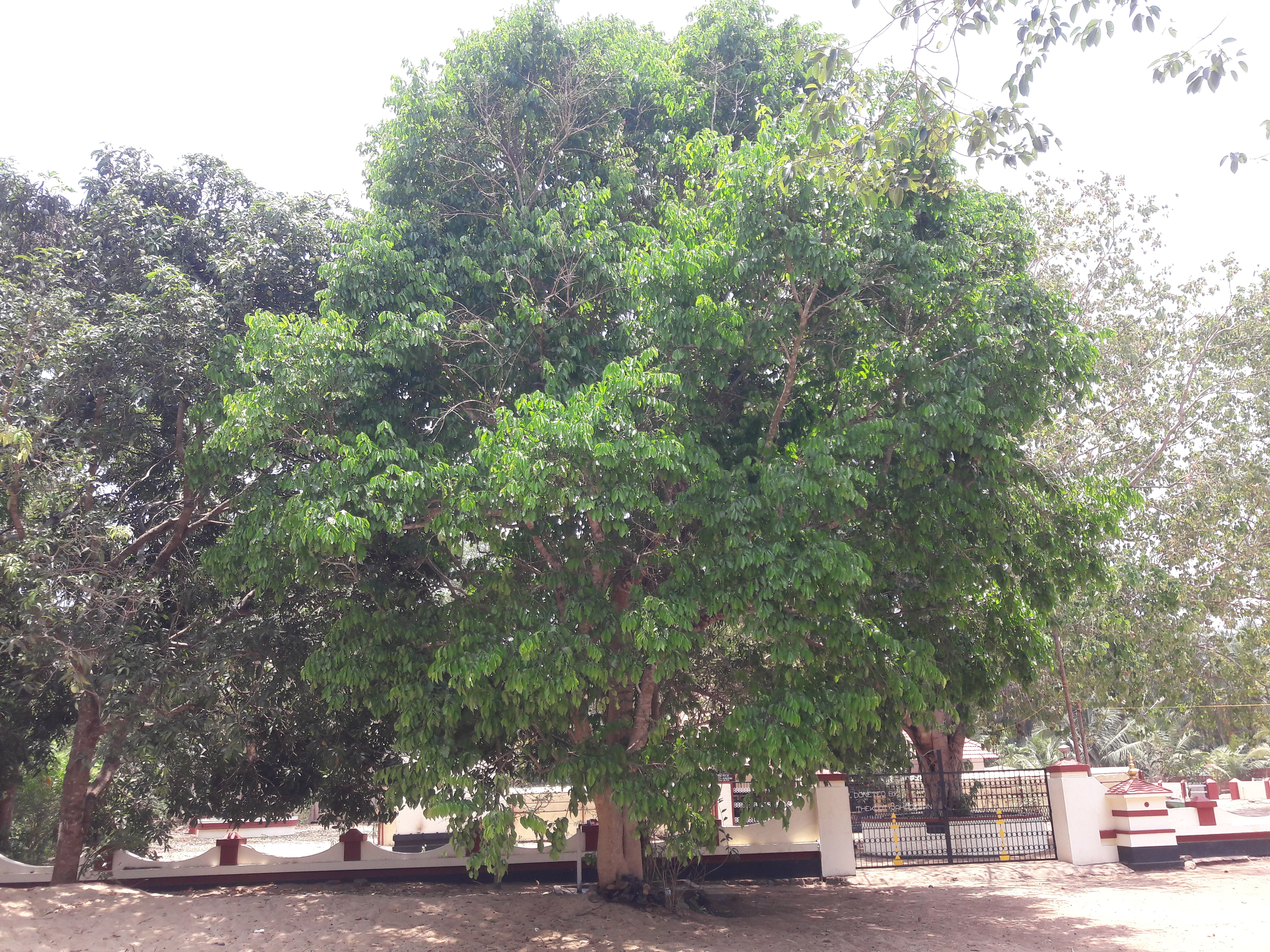
マチンの樹形
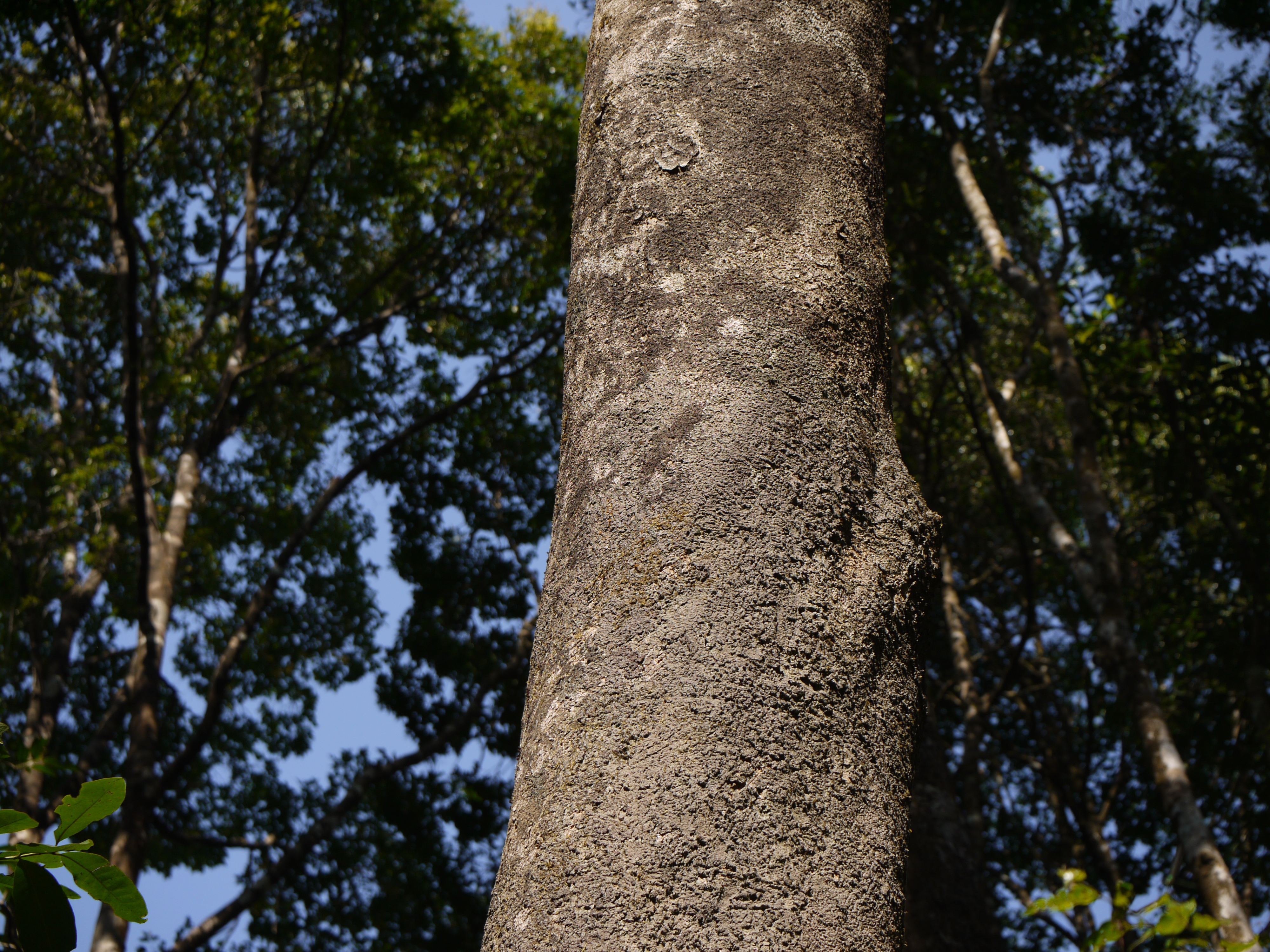
マチンの樹皮
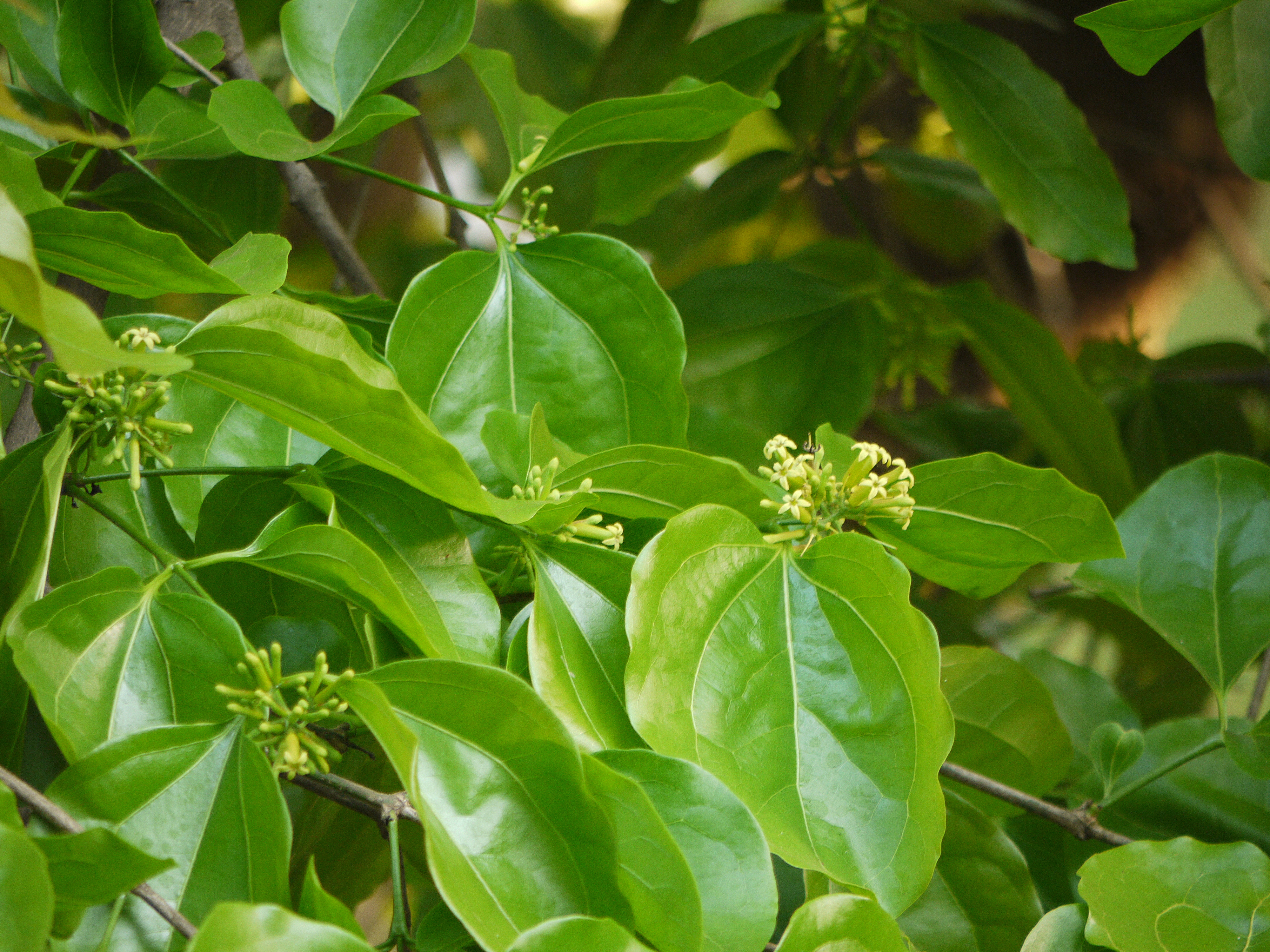
マチンの葉と花
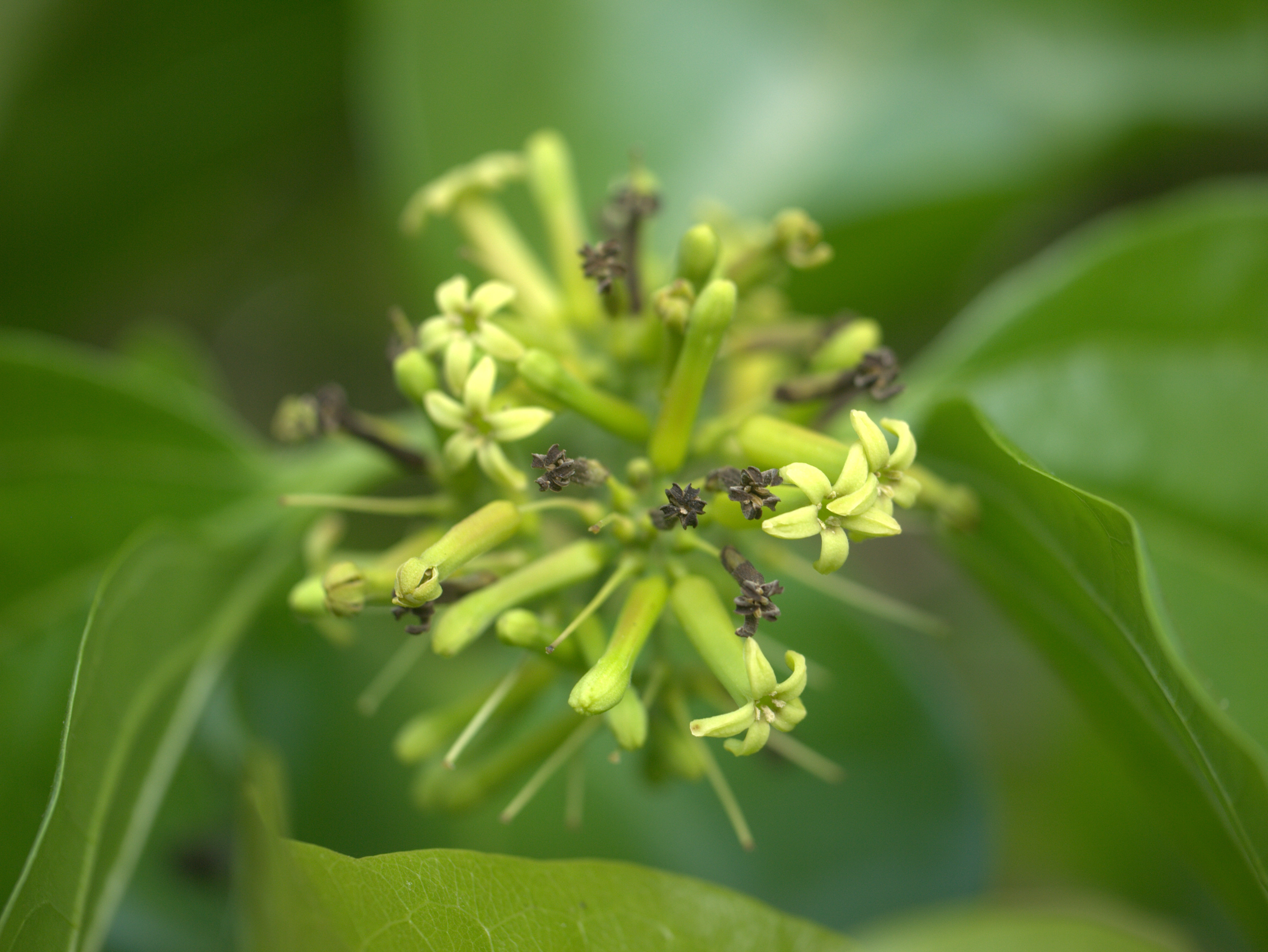
マチンの花
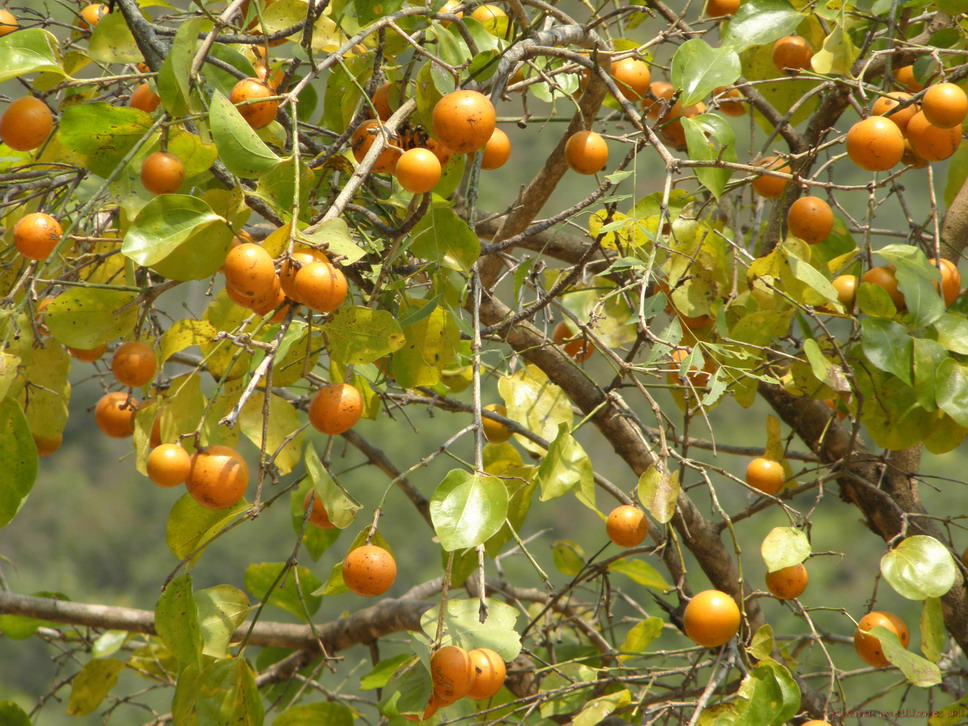
マチンの果実
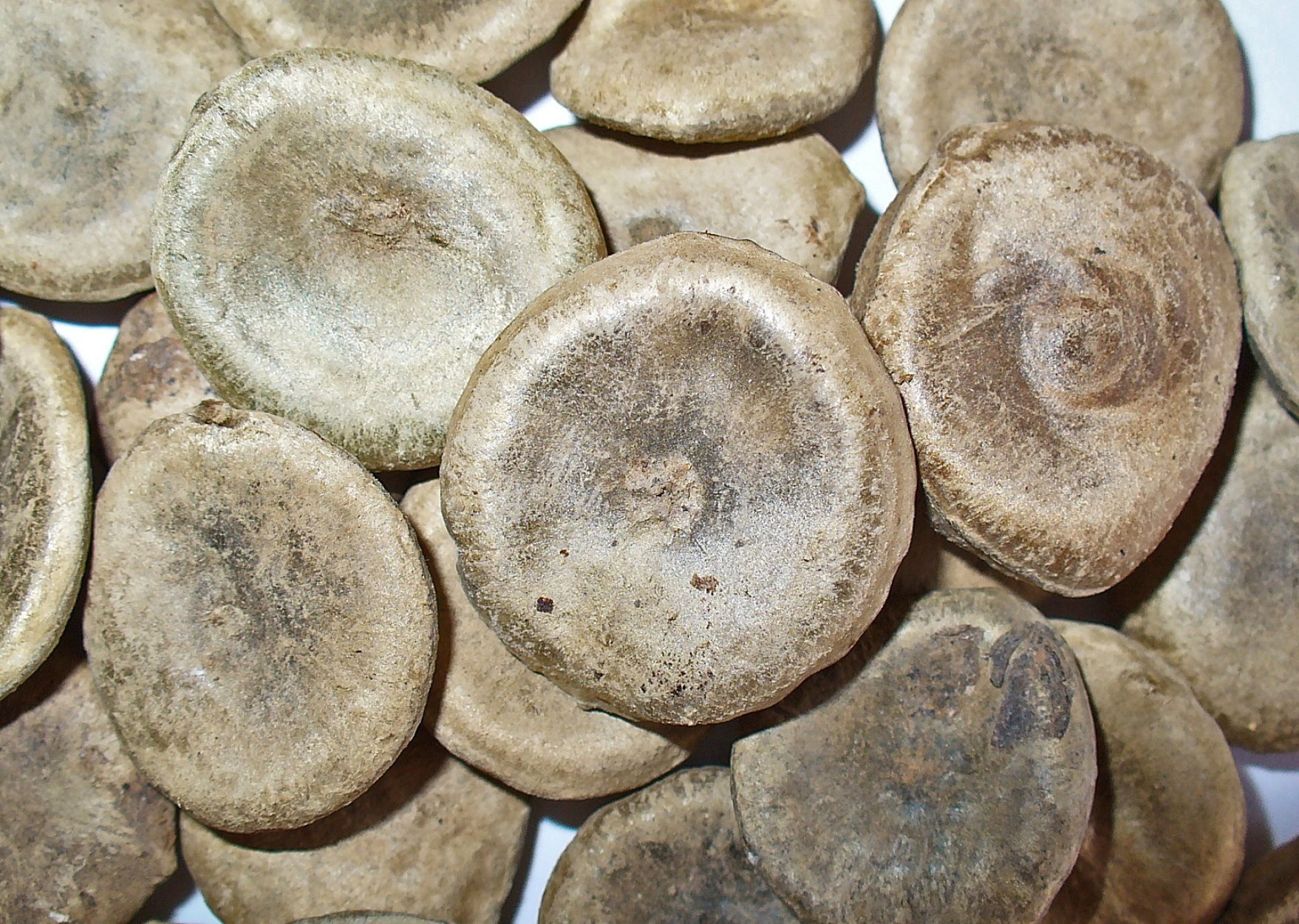
マチンの種子

## 生態
落葉樹である。

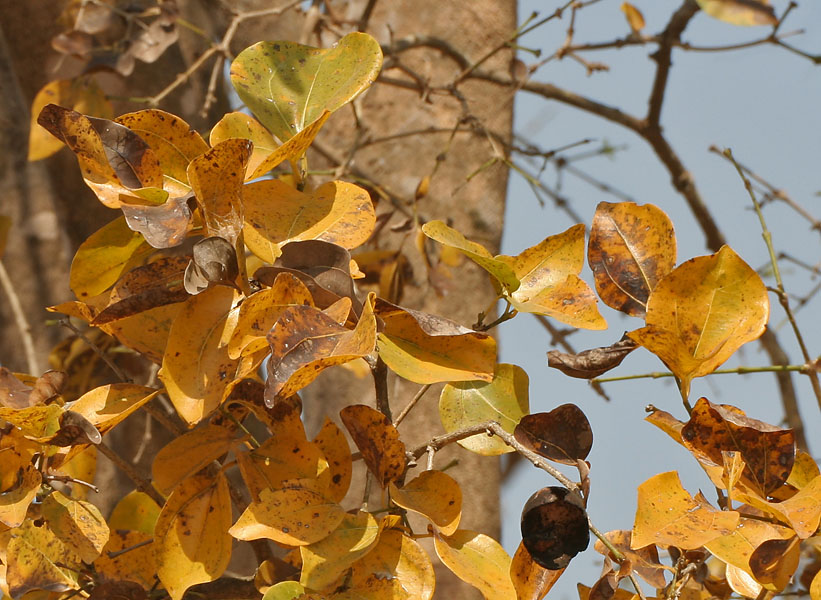
黄葉したマチン
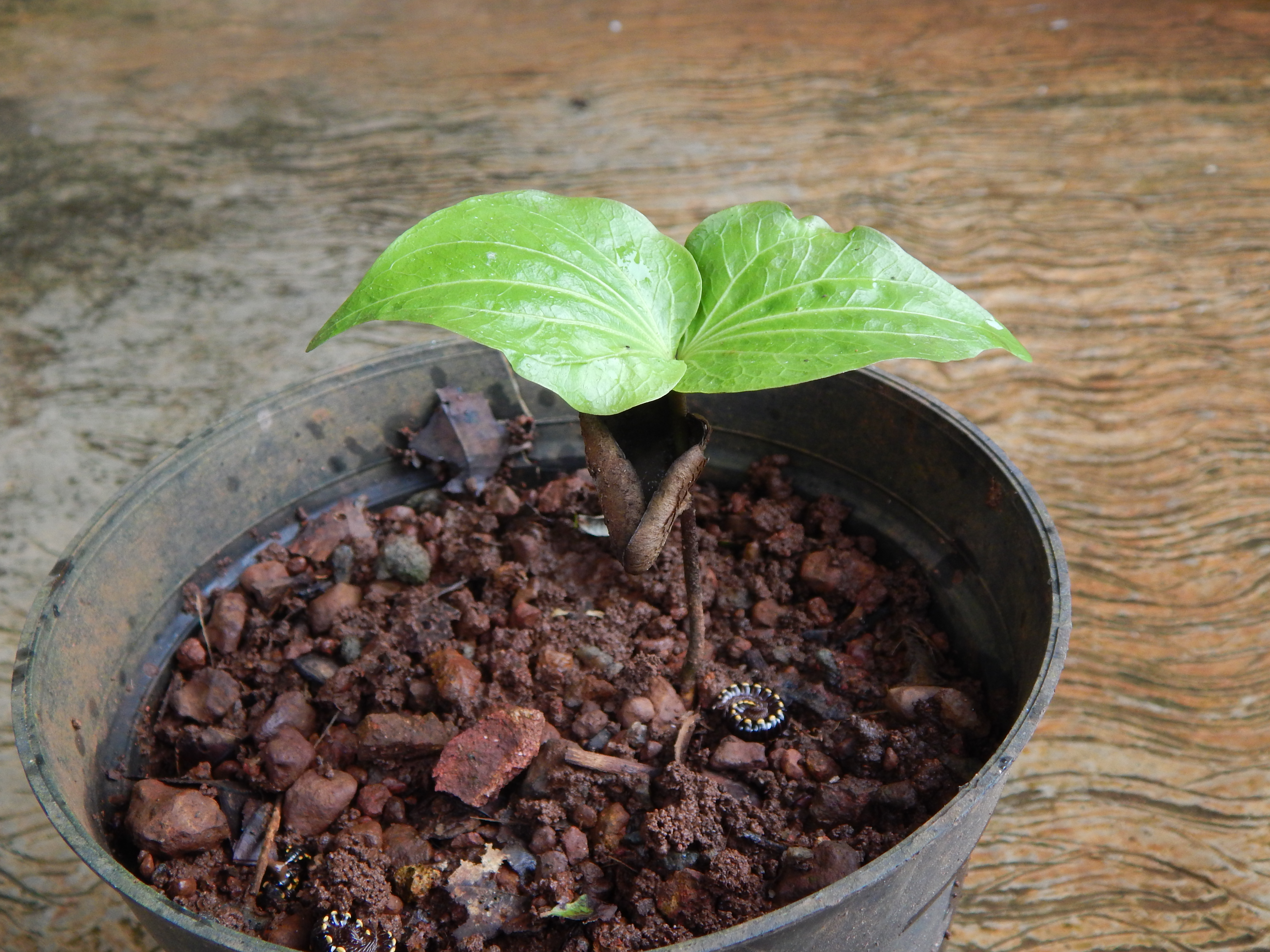
発芽したマチン

## 人間との関係
マチンの種子には猛毒のアルカロイドであるストリキニーネが含まれることから毒性や薬効を期待して利用されてきた。

### 毒物として
矢毒として利用された。

### 薬用として
漢方では生薬としてマチンの種子を馬銭子（まちんし）、蕃木鼈子（ばんぼくべつし、蕃は草冠に番）、またはホミカ子と称して苦味健胃薬として用いられる。インドでは、木部を熱病、消化不良の薬に用いる。日本薬局方ではホミカの名で収録されている。ただし、前述の通り毒性は強く、素人による処方は慎むべきである。

## 名称
学名の種小名nux-vomicaは｢嘔吐を起こさせる木の実」という意味だが、マチンの種子には催嘔吐作用は無いとされている。